# DUX (submetralhadora)
A DUX-53 e a DUX-59 eram submetralhadoras fabricadas no Arsenal de Oviedo, na Espanha. Elas foram baseadas diretamente no projeto da submetralhadora finlandesa 9mm Modelo 44, que por sua vez foi baseada na PPS-43 soviética.

## Operadores
- Alemanha Ocidental: Vendidas para a Bundesgrenzschutz.[1]